# Franz Thannheimer
Franz Thannheimer född 7 april 1904 i Oberstdorf, död 27 juni 1971 i Oberstdorf var en tysk backhoppare. Han var med i de Olympiska vinterspelen i Sankt Moritz 1928 i backhoppning där han kom på 17:e plats.